# Jüdischer Friedhof Geiß-Nidda

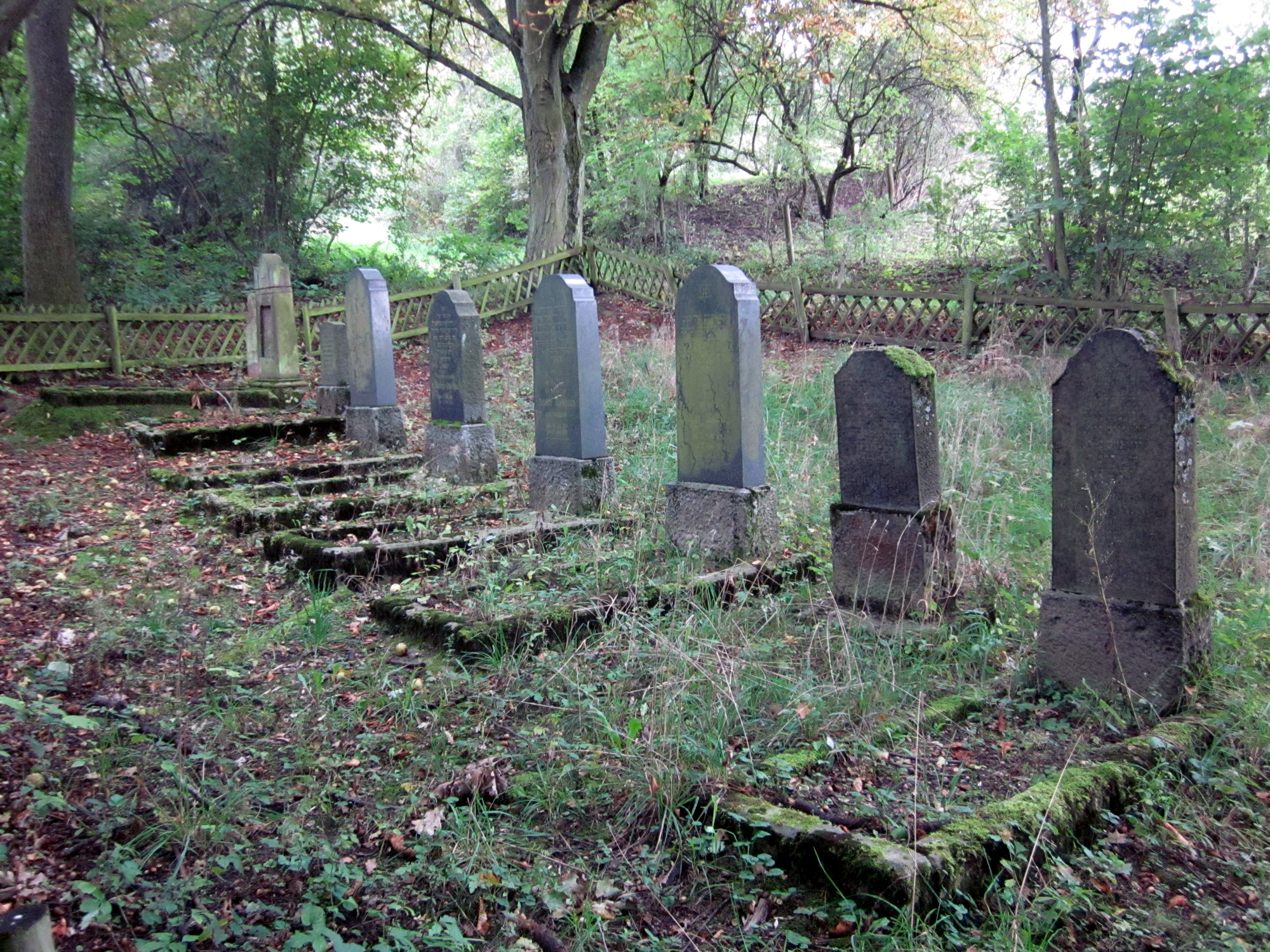
Der jüdische Friedhof in Geiß-Nidda

Der Jüdische Friedhof in Geiß-Nidda, einem Stadtteil von Nidda im hessischen Wetteraukreis, liegt oberhalb des Dorfes, ist umfriedet und 309 m² groß. Einige Grabstellen sind noch erhalten. Er wurde im Jahr 1891 angelegt. Damals lebten 22 Juden in Geiß-Nidda.